# Periphyllus bulgaricus
Periphyllus bulgaricus är en insektsart. Periphyllus bulgaricus ingår i släktet Periphyllus och familjen långrörsbladlöss. Inga underarter finns listade i Catalogue of Life.